# Grave-macron
Pour les articles homonymes, voir Macron.
Le macron-grave ‹ ◌᷅ › est un diacritique de l’alphabet latin utilisé dans la transcription phonétique de langues tonales et dans l’écriture du tafi.
Il est composé d’un accent grave indiquant un ton bas, attaché à un macron indiquant un ton moyen.

## Utilisation
Le macron-grave est adopté dans l’alphabet phonétique international pour représenter un ton bas montant lors de la conférence de Kiel de 1989, avec d’autres signes diacritiques composés tel qu’utilisés par les africanistes comme alternative aux barres de ton de Chao Yuen Ren utilisés en sinologie. Cependant, celui-ci ne figure pas dans le tableau de l’alphabet phonétique international.
Mercy Bobuafor utilise l’accent macron-grave dans l’écriture du tafi.

## Représentation informatique
L’accent macron-grave peut être représenté avec le caractère Unicode U+1DC5.